# 坂上壽夫
坂上 壽夫（さかうえ としお、1923年4月1日 - 2011年7月19日）は、日本の弁護士。最高裁判所判事。和歌山県出身。

## 概要
1944年（昭和19年）に東京帝国大学法科を卒業。海軍に応召となり、敗戦の時には法務大尉。1946年（昭和21年）に司法官試補となり、約1年判事補生活をした後で1949年（昭和24年）に弁護士に。海野晋吉弁護士事務所に入り、実務を学んだ。
企業側の立場に立ったことが多く、森永ヒ素ミルク事件や石油ヤミカルテル事件などでは会社側被告の代理人を務めた。ロッキード事件では若狭得治全日空社長の控訴審弁護人を務めた。司法研修所で刑事弁護の教官も務め、法制審議会民法部会の委員を2年務めた。
1986年（昭和61年）1月17日に最高裁判所判事に就任。就任の際の記者会見では「法律家として良心を持ち、最大限の努力をする。違憲の場合は最高裁の責務として当然違憲立法審査権を行使する」と述べる。
1992年（平成4年）12月15日の酒類販売免許制事件の最高裁判決では1938年（昭和13年）に設けられた酒類販売業免許制度について「いまだ合理性を失っていない」として合憲とする多数意見に対し、「社会、経済状況が大きく変動し、免許制度を維持する合理性が無く、憲法の職業選択の自由に反する」との反対意見を表明した。
1993年3月 （平成5年）に定年退官。